# أرون براون
أرون براون (بالإنجليزية: Aaron Brown)‏ (14 مارس 1980 ببرستل في المملكة المتحدة - ) هو لاعب كرة قدم بريطاني في مركز الدفاع. لعب مع سويندون تاون وكوينز بارك رينجرز ونادي إكزتر سيتي ونادي بريستول سيتي ونادي توركي يونايتد ونادي ريكسهام ونادي غيلينغهام ولينكولن سيتي أف سي وWeston-super-Mare A.F.C. ‏ ونادي باث سيتي ونادي تشيلتنهام تاون لكرة القدم ونادي هانجرفورد تاون وPaulton Rovers F.C. ‏ ودارلينجتون إف سى.

## وصلات خارجية
- أرون براون على موقع قاعدة بيانات كرة القدم.إي يو (الإنجليزية)
- أرون براون على موقع Soccerbase.com (لاعب) (الإنجليزية)
- أرون براون على موقع Soccerway.com (الإنجليزية)